# Chimarra leopoldi
Chimarra leopoldi là một loài Trichoptera trong họ Philopotamidae. Chúng phân bố ở miền Australasia.